# Fațetă (geometrie)
În geometrie, o fațetă este o componentă a unui poliedru, politop sau a unei structuri geometrice înrudite, având, în general, o dimensiune mai puțin decât structura în sine.
- În geometria tridimensională, o fațetă a unui poliedru este orice poligon ale cărui colțuri sunt vârfurile poliedrului, și care nu este o față.[1][2] Fațetarea unui poliedru înseamnă a găsi și a uni astfel de fațete pentru a forma fețele unui poliedru nou; acesta este procesul invers al stelării și poate fi aplicat și politopurilor cu dimensiuni superioare.[3]
- În combinatorica poliedrică⁠(d) și în teoria generală a politopurilor, o fațetă a unui politop de dimensiunea n este o față care are dimensiunea (n − 1). În geometria tridimensională, ele sunt adesea numite „fețe”, fără alt calificativ.[4]
- O fațetă a unui complex simplicial este un simplex maximal, adică un simplex care nu este o față a unui alt simplex al complexului.[5] În cazul (complexelor pe margini ale) simplexurilor, aceasta coincide cu semnificația din combinatorica poliedrică.